# گندر، نیوفاندلند و لابرادور
گَندر (به انگلیسی: Gander) شهری است که در شمال شرقی جزیرهٔ نیوفاندلند در استان نیوفاندلند و لابرادور در کانادا واقع شده‌است. گندر ۱۰۴٫۲۵ کیلومتر مربع مساحت و ۱۱٬۶۸۸ نفر جمعیت دارد و ۱۲۸ متر بالاتر از سطح دریا واقع شده‌است.
این شهر دارای یک فرودگاه بین‌المللی به نام فرودگاه بین‌المللی گندر است و بیشتر خیابان‌هایش با نام‌های هوانوردان و خلبانان مشهور همچون آملیا ارهارت، چارلز لیندبرگ، مارک گارنو و چاک ییگر نام‌گذاری شده‌است.